# 2016 у телебаченні
Список 2016 у телебаченні описує події у сфері телебачення, що відбулися 2016 року.

## Події

### Січень
- 1 січня
  - Ребрендинг суспільного телеканалу «Суми» в «UA: Суми».
  - Зміна логотипу і графічного оформлення телеканалу «Бігуді».
  - Ребрендинг російського телеканалу «ТНТ Comedy» у «ТНТ4»[1].
- 21 січня — Ухвалення заборони мовлення російського телеканалу «Комедия ТВ» на території України[2].
- Зміна графічного оформлення телеканалу «O-TV».

### Лютий
- 1 лютого
  - Початок мовлення нового дитячого телеканалу «Воля Cine+ Kids» та його версії у форматі високої чіткості «Воля Cine+ Kids HD»[3].
  - Початок мовлення нового телеканалу «Star Cinema», який транслює фільми й серіали власного виробництва компанії «Star Media»[4].
  - Перехід «24 каналу» до мовлення у широкоекранному форматі зображення 16:9 та мовлення у стандарті високої чіткості (HD).
- 9 лютого — Початок аналогового мовлення телеканалу «1+1» на 31 ТВК в Попасній[5].
- 11 лютого — Ухвалення заборони мовлення російських телеканалів «Совершенно секретно», «Кто есть кто», «Шансон-ТВ», «Парк развлечений», «Мир сериала», «Авто плюс», «Кухня ТВ», «КХЛ», «Наука 2.0», «Моя планета», «Телекафе», «Матч! Боец», «Время: далёкое и близкое», «НСТ» та «Сарафан» на території України[6].
- 18 лютого — Початок аналогового мовлення краматорського суспільного регіонального телеканалу «ДоТБ» на 55 ТВК у Волновасі[7].
- 20 лютого — Анулювання ліцензії телеканалу «ТВі».
- 26 лютого — Припинення аналогового мовлення регіональної ТРК «Бест» на 26 ТВК в Білій Церкві[8].

### Березень
- 1 березня — Супутниковий оператор «Viasat Україна» перейшов під управління медіахолдингу «1+1 Media»[9].
- 8 березня — Зміна логотипу і графічного оформлення телеканалу «К2».
- 17 березня — Ухвалення заборони мовлення російських телеканалів «Радость моя», «Музыка Первого», «Ocean–TV», «HD Life», «ТДК», «24 Док», «Детский», «STV», «Индия ТВ», «Здоровое телевидение», «Ля-минор ТВ», «Еврокино», «Драйв», «Мама» на території України[10].
- 21 березня — Припинення аналогового мовлення одеського регіонального телеканалу «Град» на 41 ТВК в Овідіополі[11].
- 28 березня — Зміна логотипу і графічного оформлення телеканалу «Еспресо TV».
- 29 березня — Запуск нового інформаційного-комунального телеканалу «Дніпро TV».
- 31 березня — Припинення мовлення і закриття латвійського російськомовного телеканалу «TV5 Riga».
- Зміна логотипу «24 каналу».

### Квітень
- 1 квітня
  - Припинення мовлення та закриття міжнародного інформаційного телеканалу «Ukraine Today»[12].
  - Перехід телеканалу «Телевсесвіт» до мовлення у стандарті високої чіткості HD.
  - Початок мовлення нового пізнавального телеканалу про знаменитостей і відкриття «Epoque» та його версії у форматі високої чіткості «Epoque HD»[13].
  - Початок мовлення україномовної версії американського телеканалу «AMC»[14].
  - Припинення мовлення та закриття овідіопольського регіонального телеканалу «Овіс ТВ»[11].
- 4 квітня — Припинення супутникового мовлення телеканалу «Гамма».
- 10 квітня — Зміна логотипу і графічного оформлення телеканалу «Music Box Ukraine».
- 13 квітня — Відновлення мовлення телеканалу «XSPORT»[15].
- 16 квітня — Відновлення мовлення регіонального телеканалу «Вінниччина»[16].
- 29 квітня — Відновлення аналогового мовлення регіональної ТРК «Бест» на 26 ТВК в Білій Церкві[8].

### Травень
- 1 травня
  - Припинення мовлення телеканалу «Business» у мультиплексі MX-3 цифрової етерної мережі DVB-T2.
  - Припинення мовлення телеканалу «Вінтаж» у мультиплексі MX-5 цифрової етерної мережі DVB-T2.
  - Запуск компанією «Континент TV» нового пізнавального телеканалу про подорожі, історію та науку «Терра»[17].
  - Призупинення супутникового мовлення телеканалу «EU Music»[18].
- 14 травня
  - Запуск компанією «Film.UA» нового телеканалу «FilmUAction», що транслює фільми і серіали в жанрах бойовик та детектив.
  - Відключення аналогового ефірного мовлення в Китаї в зв'язку з повним переходом на цифрове ефірне мовлення в стандарті DVB-T2.
- 18 травня — Запуск компанією «Континент TV» нового пізнавального телеканалу «Наука».
- 24 травня — Призупинення мовлення скадовського регіонального телеканалу «Обрій»[19].

### Червень
- 10 червня — Початок мовлення нового розважального телеканалу «Bolt» виробництва компаній «Film.UA» та «Star Media»[20].
- 12 червня — Зміна логотипу і графічного оформлення телеканалу «M2».
- 29 червня — Відключення аналогового ефірного мовлення у Бразилії в зв'язку з повним переходом на цифрове ефірне мовлення в стандарті DVB-T2.
- Зміна логотипу і графічного оформлення «24 каналу».

### Липень
- 1 липня
  - Ребрендинг дніпровського регіонального «27 каналу» у «Nobel TV».
  - Припинення мовлення і закриття телеканалу «Соціальна країна».

### Серпень
- 8 серпня
  - Початок мовлення нового пізнавального телеканалу про дику природу «Фауна» виробництва компанії «Континент TV».
  - Запуск компаніями «1+1 Media» та Студія «Квартал 95» нового розважального телеканалу «Квартал TV»[21].
- 24 серпня
  - Ребрендинг регіонального телеканалу «Львів ТБ» у «Перший Західний»[22].
  - Зміна графічного оформлення телеканалу «NewsOne».
- Відновлення мовлення скадовського регіонального телеканалу «Обрій»[19].

### Вересень
- 4 вересня — Підпал будівель компанії «Національні інформаційні системи», що виробляє програми для телеканалу «Інтер»[23].
- 5 вересня — Зміна логотипу, графічного оформлення і перехід «5 каналу» до мовлення у широкоекранному форматі зображення 16:9.
- 27 вересня — Припинення мовлення та закриття пізнавального телеканалу «Планета».
- 29 вересня
  - Ухвалення заборони мовлення російських телеканалів «Карусель», «Наш Футбол» та «ТНТ4» на території України[24].
  - Боснія і Герцеговина повністю перейшла на цифрове телебачення.
- Зміна логотипу і графічного оформлення «24 каналу».

### Жовтень
- 3 жовтня
  - Початок мовлення телеканалу «ZIK» у мультиплексі MX-3 на місці телеканалу «Dobro» цифрової етерної мережі DVB-Т2[25].
  - Припинення мовлення та закриття телеканалу «Dobro».
- 7 жовтня — Запуск на базі комунального телеканалу «МТМ» нового запорізького регіонального телеканалу «Z».
- 15 жовтня — Перехід телеканалів «Інтер» та «Інтер+» до мовлення у широкоекранному форматі зображення 16:9.
- 28 жовтня — Вірменія повністю перейшла на цифрове телебачення.

### Листопад
- 8 листопада — Відновлення мовлення ніжинського регіонального телеканалу «НТБ»[26].
- 28 листопада
  - Перехід румунських телеканалів «Antena 1», «Antena 3», «Antena Stars», «ZU TV», «Happy Channel» та «Antena Internațional» до мовлення у широкоекранному форматі зображення 16:9 та мовлення у стандарті високої чіткості (HD).
  - Зміна графічного оформлення телеканалу «112 Україна».

### Грудень
- 1 грудня
  - Перехід телеканалу «ТЕТ» до мовлення у широкоекранному форматі зображення 16:9[27].
  - Початок мовлення телеканалів «UA:  Перший», «Boutique TV», «M2», «ПравдаТУТ», «ПлюсПлюс», «24 Канал», «RTI» й  «100+» у локальному DVB-T мультиплексі Києва (41-й ТВК)[28].
- 5 грудня — Перехід маріупольського регіонального телеканалу «МТВ» до мовлення у широкоекранному форматі зображення 16:9 і початок його мовлення у стандарті HD.
- 14 грудня — Перехід львівського регіонального телеканалу «Перший Західний» до мовлення у широкоекранному форматі зображення 16:9.
- 15 грудня — Зміна графічного оформлення телеканалу «Індиго TV».
- 20 грудня — Азербайджан повністю перейшов на цифрове телебачення.
- 25 грудня — Перехід телеканалів «НТН», «К1», «К2», «Мега», «Піксель TV», «Zoom» та «Enter-фільм» до мовлення у широкоекранному форматі зображення 16:9.
- 26 грудня — Початок мовлення телеканалу телепродажів «Караван TV»[29].
- 29 грудня — Перехід телеканалу «XSPORT» до мовлення у широкоекранному форматі зображення 16:9.
- 31 грудня — Мексика повністю перейшла на цифрове телебачення.

## Без точних дат
- Всена — Ребрендинг черкаського регіонального телеканалу «Антена-Плюс» у «Антена».
- Зміна логотипу і графічного оформлення телеканалу «100».
- Перехід одеського регіонального «7 каналу» до мовлення у широкоекранному форматі зображення 16:9 та мовлення у стандарті високої чіткості (HD).
- Початок мовлення нового смілянського регіонального телеканалу «Тясмин».
- Зміна логотипу і графічного оформлення телеканалу «Гумор ТБ».
- Початок супутникового мовлення краматорського суспільного регіонального телеканалу «ДоТБ»[джерело?].
- Припинення мовлення та закриття телеканалу «Право TV».